# Cryptosporiopsis cornina
Cryptosporiopsis cornina är en svampart som först beskrevs av Peck, och fick sitt nu gällande namn av Petr. & Syd. 1924. Cryptosporiopsis cornina ingår i släktet Cryptosporiopsis och familjen Dermateaceae.   Inga underarter finns listade i Catalogue of Life.